# Lorenz Cantador
Franz Laurenz Joseph Maria Cantador, auch Franz Lorenz Joseph Maria Cantador (* 1. Juni 1810 in Düsseldorf; † 1. Dezember 1883 in New York City) war Kommandeur der Düsseldorfer Bürgerwehr während der Deutschen Revolution 1848/49, später Kommandeur eines Regiments der Nordstaaten im Amerikanischen Bürgerkrieg. Mit Anton Bloem, Lorenz Clasen, Joseph Euler, Ferdinand Freiligrath, Moritz Geisenheimer, Paul von Hatzfeldt, Sophie von Hatzfeldt, Louis Kugelmann, Ferdinand Lassalle, Peter Joseph Neunzig, Carl Quentin, Hugo Wesendonck, Wilhelm Weyers und Julius Wulff gehörte er zu den Hauptakteuren der Märzrevolution in Düsseldorf.

## Gründung und Führung der revolutionären Bürgerwehr in Düsseldorf

In dem ab 1848 entstandenen Genrebild Arbeiter vor dem Magistrat hielt der Düsseldorfer Maler Johann Peter Hasenclever, der in Cantadors Bürgerwehr als Offizier diente, Inhalte und Stimmungen der Revolution von 1848 mittels einer verallgemeinerten Szene in einem Ratssaal fest. Der Bezug der Szene ist jedoch konkret. Am 9. Oktober 1848 reichte eine Delegation von 600 erwerbslos gewordenen Notstandsarbeitern, deren Arbeitsmaßnahme die Stadt Düsseldorf nicht weiter tragen konnte, eine Petition im Rathaus ein. Der Blick durch das Fenster des Ratssaals, dessen Rokoko-Dekor die unzeitgemäßen Herrschaftsverhältnisse symbolisiert, zeigt auf einem städtischen Platz, der dem Marktplatz in Düsseldorf nachgebildet ist, eine öffentliche Massendemonstration zu Füßen eines St.-Georg-Standbildes, das mit einer schwarz-rot-goldenen Fahne geschmückt ist.

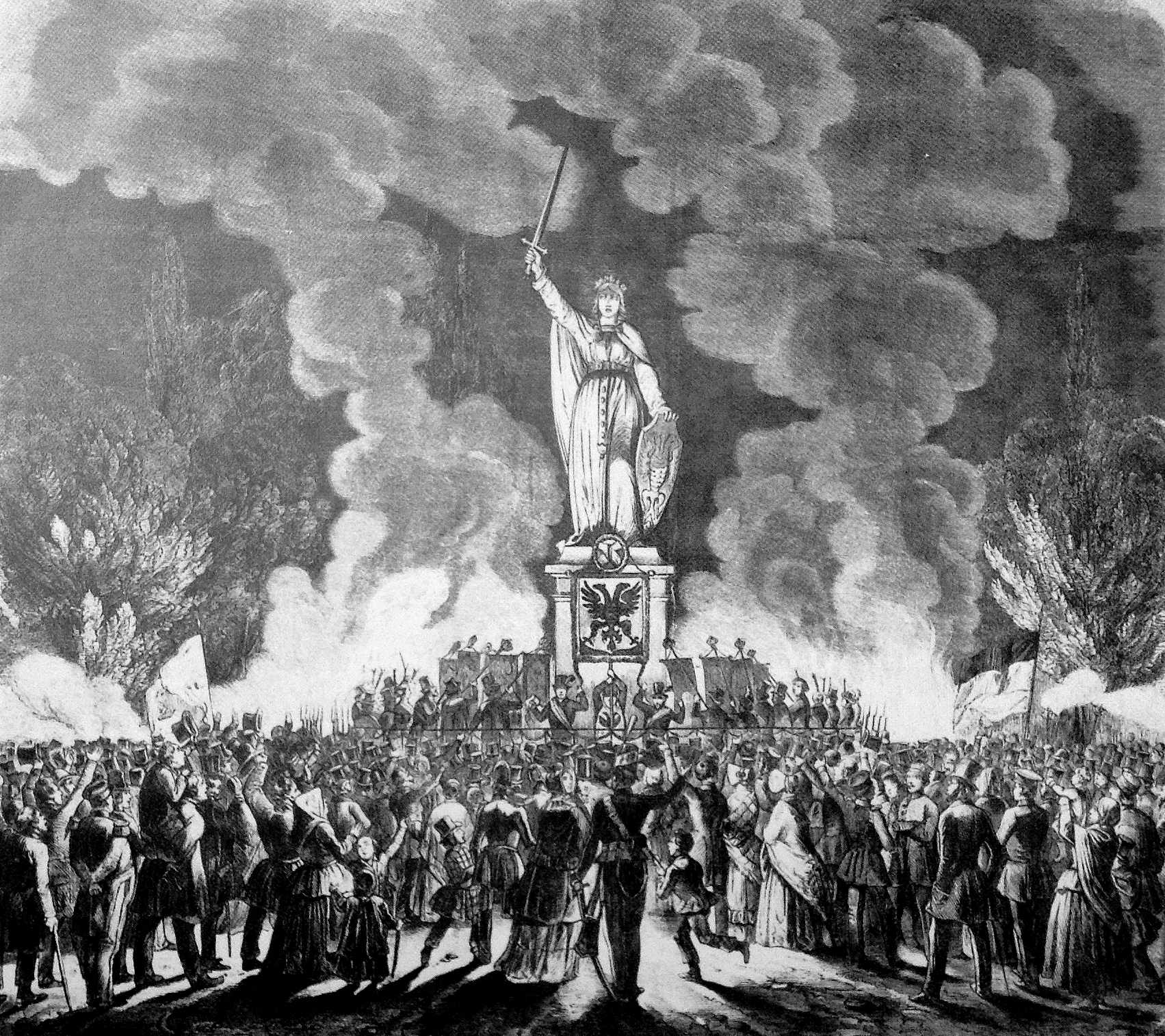
Zeitgenössische Abbildung des Festes des deutschen Einheit am 6. August 1848 auf dem Friedrichsplatz in Düsseldorf

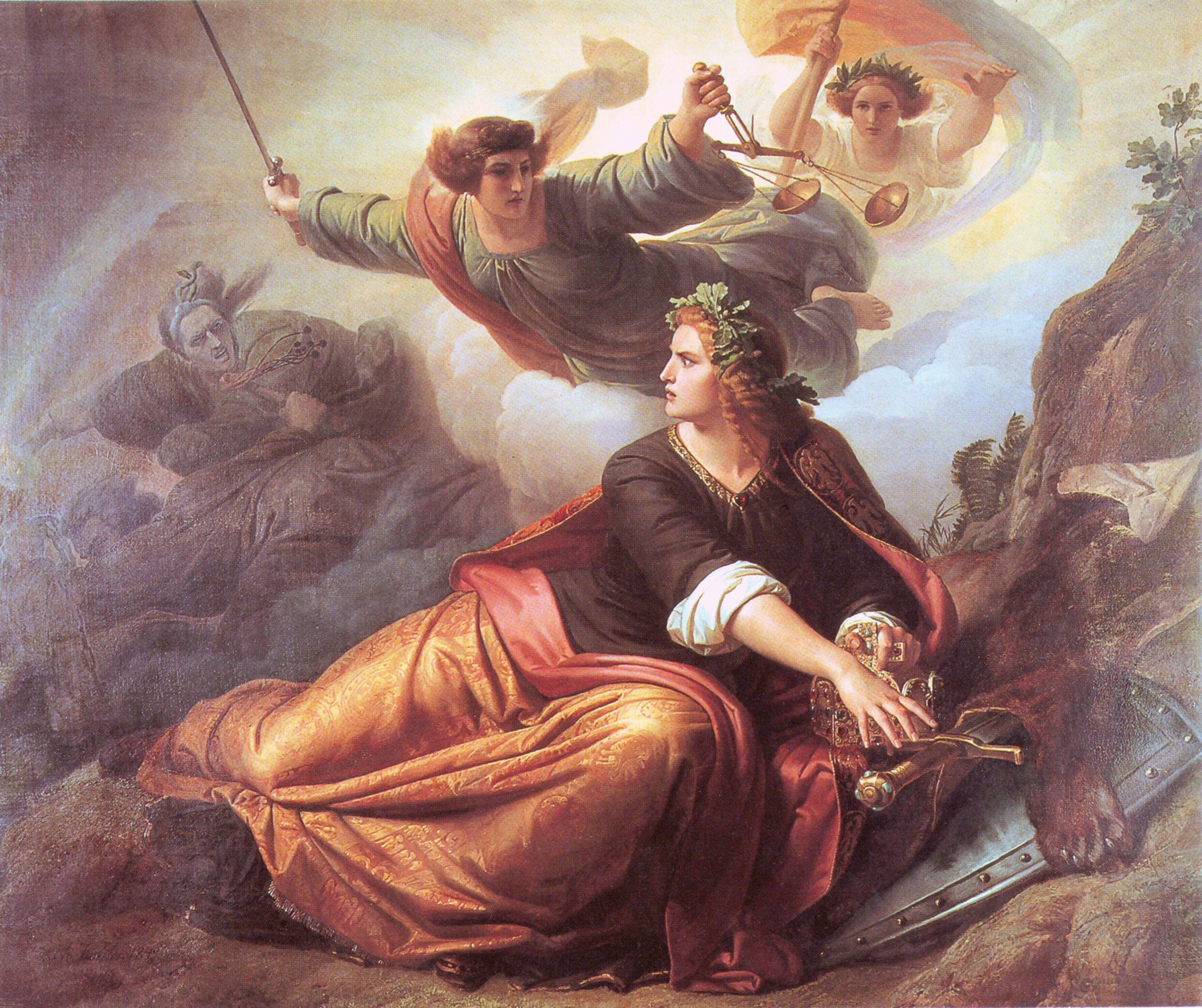
Erwachende Germania von Christian Köhler, 1849: Ihr erscheinen die Genien der Gerechtigkeit und der Freiheit, während Knechtschaft und Zwietracht in den Abgrund stürzen.

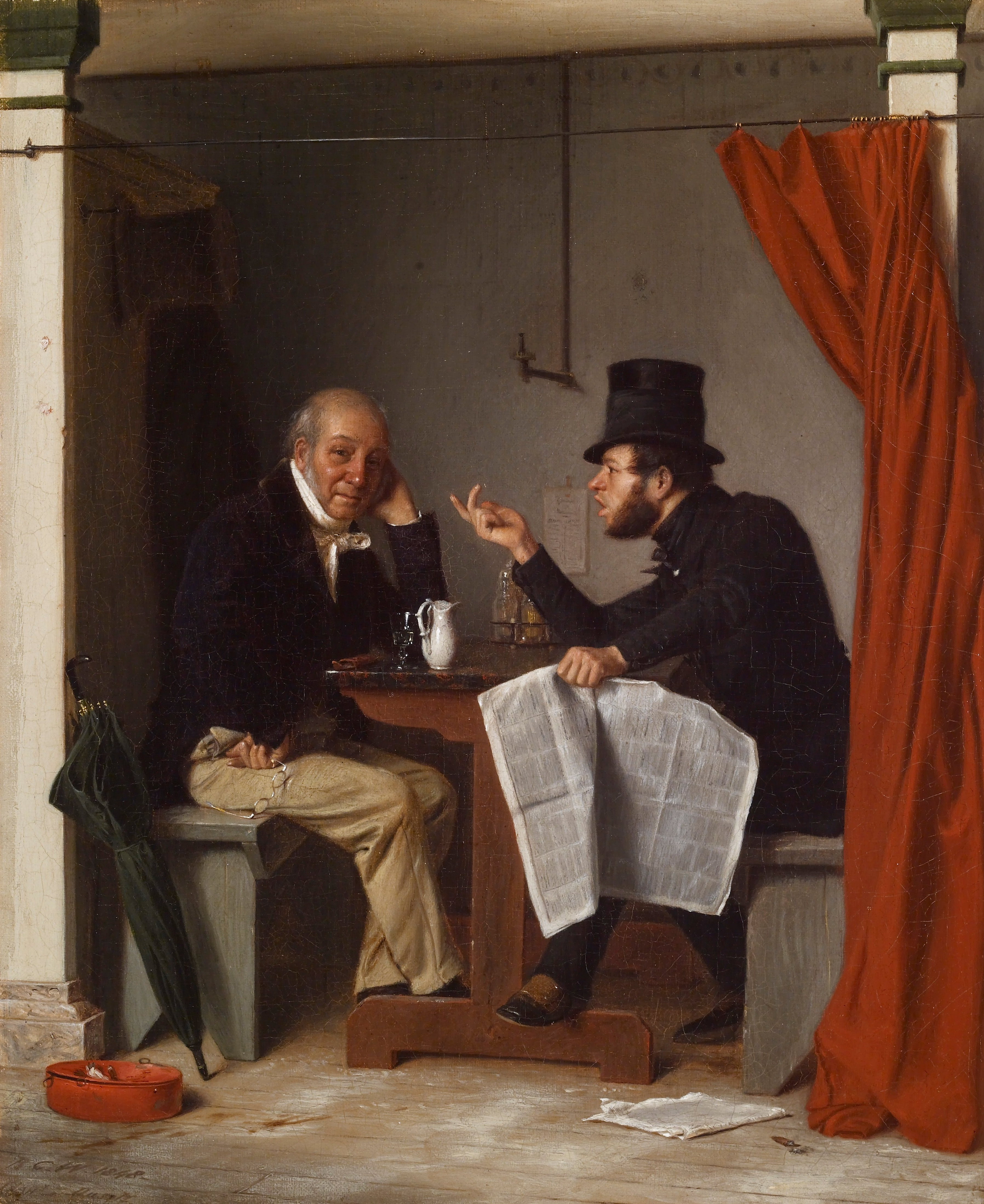
Politics in an Oyster House (Politik im Austernhaus), Gemälde von Richard Caton Woodville, 1848: In diesem in Düsseldorf entstandenen Genrebild wird die durch Zeitungsnachrichten politisierte Atmosphäre und die zwischen den Generationen uneinheitliche Bewertung der politischen Ereignisse aus der Sicht eines zeitgenössischen US-amerikanischen Malers festgehalten.

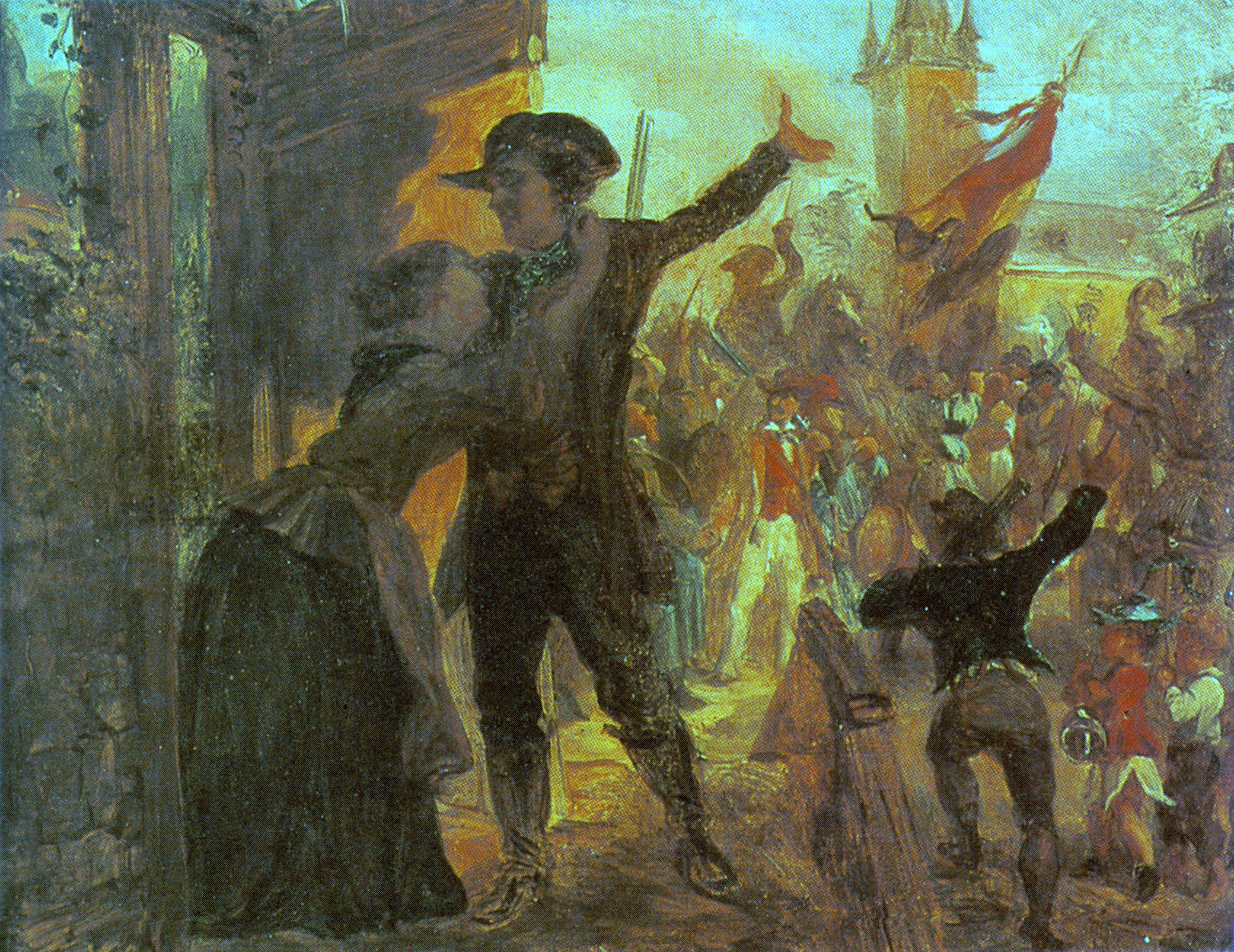
Johann Peter Hasenclever: Der Abschied des Bürgerwehrmannes, Öl auf Malkarton

Cantador entstammte einer bürgerlichen Familie mit norditalienischen Wurzeln, die sich im 18. Jahrhundert in Düsseldorf niedergelassen hatte und dort Textilhandel betrieb. Im politischen Leben der Stadt war die Familie durch einige Stadträte, einen Beigeordneten und einen Bürgermeister bereits zu hohem Ansehen gelangt, als Cantador 1844, in der Zeit des Vormärz, zum Chef des Schützenvereins St. Sebastianus gewählt wurde und innerhalb des Schützenvereins ein uniformiertes Jägercorps gründete. Seit Mitte der 1840er Jahre stand Cantador – zusammen mit Hugo Wesendonck – auch dem Allgemeinen Verein der Carnevalsfreunde vor, einer der berüchtigtsten Karnevalsgesellschaften des Rheinlandes, deren satirische, das Preußentum karikierende und provozierende Aktionen bald zum Verbot der Gesellschaft durch den preußischen Innenminister führte.
Nach der Missernte 1846, nach dem wirtschaftlichen Krisenjahr 1847 und nach der in Frankreich ausgebrochenen Februarrevolution 1848 flackerten auch im Königreich Preußen politische Unruhen mit der Forderung nach demokratischen Reformen und nationaler Einheit auf. Diese Unruhen weiteten sich rasch zur Märzrevolution aus. In dieser Zeit griff Cantador in Düsseldorf, dem Parlamentssitz der preußischen Rheinprovinz, in die Ereignisse ein. Am 18. März 1848, einen Tag bevor König Friedrich Wilhelm IV. die Aufstellung von Bürgergarden genehmigt hatte, gehörte er zu den Gründern einer Bürgerwehr, die ihn am 26. März 1848 mit 735 von 949 Stimmen zu ihrem Kommandeur wählte. Bis zu November 1848 waren ihr rund 2.500 Männer beigetreten, unter ihnen auch Lorenz Clasen, Ferdinand Freiligrath, Johann Peter Hasenclever, Carl Hilgers, Carl Wilhelm Hübner, Rudolf Jordan, Ferdinand Lassalle, Carl Friedrich Lessing, Wolfgang Müller von Königswinter und Hugo Wesendonck. Die später auf rund 3.500 Mann aufgestockte Bürgerwehr konnte sich aus älteren Beständen des Kölner Artillerie-Depots bewaffnen. Die Aufgabe der Bürgerwehr war der „Schutz der gesetzlichen Freiheit, Erhaltung der Eintracht und des Friedens unter allen Mitgliedern der bürgerlichen Gesellschaft, Abwehr jeder Störung der öffentlichen Ordnung“. Die Bürgerwehr war auch das Zeichen des demokratischen Aufbruchs und der Machtübernahme durch das Volk. Die Bewaffnung des Volks gründete in dem Volkswehr-Gedanken der Französischen Revolution. Cantador ließ die Bürgerwehr öffentlichkeitswirksam in der Stadt paradieren, um den Vertretern der preußischen Krone und dem preußischen Militär dies zu demonstrieren.
Cantador zählte in der Anfangsphase der Revolution zu den gemäßigten Kräften, die eine Abschaffung der Monarchie durch Ausrufung einer Republik nach französischem Vorbild, wie dies der frühsozialistisch inspirierte Düsseldorfer Volksklub um Ferdinand Lassalle, Paul von Hatzfeldt und Julius Wulff anstrebte, ablehnte. Programmatisch stand er der demokratischen Bewegung nahe, deren Hauptaugenmerk auf dem Gedanken der Volkssouveränität lag, welche unter dem Dach einer konstitutionellen Monarchie verwirklicht werden sollte. Am 19. März 1848 stiftete Cantador den St.-Sebastianus-Schützen eine schwarz-rot-goldene Fahne, das Symbol der deutschen Volkssouveränität und der nationalen Einheit Deutschlands, die anschließend auf dem Düsseldorfer Rathaus gehisst wurde. Zusammen mit Hugo Wesendonck gründete Cantador den Verein für demokratische Monarchie, der aufgrund der Wahlen am 1. Mai 1848 seinen Vorsitzenden Hugo Wesendonck in die Frankfurter Nationalversammlung und die Mitglieder Joseph Euler und Anton Bloem in die Preußische Nationalversammlung entsenden konnte.
Auf dem Fest der deutschen Einheit am 6. August 1848, das von Männern aus der Bürgerwehr, dem Verein für demokratische Monarchie, Düsseldorfer Malern und Mitgliedern des neu gegründeten Düsseldorfer Turnvereins nach der Wahl Johanns von Österreich zum „Reichsverweser“ organisiert worden war, trat Cantador neben Oberbürgermeister Wilhelm Dietze als Hauptredner auf. Das Ereignis fand in Düsseldorf auf dem damaligen Friedrichsplatz statt – vor einer von Karl Ferdinand Sohn entworfenen und Dietrich Meinardus geschaffenen Germania-Figur aus Holz, Pappe und Leinwand, mit erhobenem Schwert in ihrer Rechten, 15 Fuß hoch, sowie vor einer schwarz-rot-goldenen Standarte mit einem doppelköpfigen, ungekrönten Reichsadler als dem im März 1848 von der Frankfurter Nationalversammlung angenommenen Wappenzeichen des Deutschen Bundes. Unter den Klängen des Liedes Des Deutschen Vaterland wurden Germania und Standarte mit bengalischem Feuer festlich illuminiert. In der Begeisterung für die nationalen Ideale wurde am gleichen Tag der Künstlerverein Malkasten gegründet.
Als König Friedrich Wilhelm IV. während des Kölner Dombaufestes am 14. August 1848 seinen Neffen Friedrich in Düsseldorf besuchte und dabei auf dem Weg vom Köln-Mindener Bahnhof zum Schloss Jägerhof die heutige Königsallee (damals Kastanienallee) in einer offenen Kutsche befuhr, wurde er von antipreußischen Protesten empfangen und mit Pferdekot beworfen. Dieser „Pferdeäpfelvorfall“ sorgte am Abend desselben Tages für Unruhen bei Soldaten in der preußischen Garnison, die schließlich mit gezogenen Säbeln auf Düsseldorfer Bürger losgingen. Cantador alarmierte die Bürgerwehr, der es gelang, die Soldaten in die Kasernen zurückzudrängen. Als die Soldaten am nächsten Tag erneut begannen, Bürger zu belästigen, ließ Cantador die Unruhestifter so umzingeln, dass jene nur noch in ihre Kasernen zurückkehren konnten, was ihm das Lob der Düsseldorfer Bürgerschaft eintrug. Dennoch erklärte Cantador am 19. August 1848 seinen Rücktritt vom Amt des Bürgerwehrchefs. Er tat dies mit Blick auf sein politisches Engagement, das er mit der neutralen Stellung in der Bürgerwehr als unvereinbar ansah. Dem bisherigen Stellvertreter, Cantadors Cousin Lorenz Clasen, wurde daraufhin das Kommando der Bürgerwehr anvertraut. Die so gewonnene Handlungsfreiheit nutzte Cantador, um auf öffentlichen Versammlungen zu sprechen und die Massen zu begeistern, etwa im September 1848 vor rund 10.000 Menschen in Neuss.
Cantadors gemäßigte Haltung änderte sich im Verlauf des Jahres 1848, nachdem die rheinisch-liberale preußische Märzregierung unter Ludolf Camphausen und David Hansemann gescheitert war, Preußen in der Schleswig-Holstein-Frage den als Verrat empfundenen Vertrag von Malmö unterzeichnet hatte und in Düsseldorf Nachrichten von der Erschießung des deutschkatholischen Politikers Robert Blum sowie der erzwungenen Verlegung der Preußischen Nationalversammlung nach Brandenburg an der Havel eingetroffen waren. Am 8. November 1848 erklärte sich die Mehrheit der Bürgerwehr zum „bewaffneten Organ der Revolution“. Am 12. November 1848 erklärte Lorenz Cantador bei einer Versammlung des Volksklubs, zu dessen Mitgliedern er ständig Kontakt gehalten hatte, dass es vielleicht bald zum Kampf komme. Daraufhin wurde eine Kommission gebildet, die den Barrikadenbau koordinieren sollte. Am 14. November 1848 riefen die revolutionären Kräfte in Düsseldorf zum Vollzug des in der Preußischen Nationalversammlung beschlossenen Steuerboykotts auf, zu dessen Durchführung und Überwachung sich die Bürgerwehr für „permanent“ erklärte, also ständig aktiv sein wollte. Am 17. November 1848 wurde Lorenz Cantador erneut zum Kommandeur der Bürgerwehr gewählt. Am 18. November suchte Cantador zusammen mit Ferdinand Lassalle und anderen Delegierten die örtlichen Behörden auf und setzte durch, dass einige Steuern nicht mehr erhoben werden sollten. Am 19. November 1848 demonstrierte die Bürgerwehr mit einer Parade und 2.800 Teilnehmern ihre Entschlossenheit. Am 21. November paradierten neben der Düsseldorfer Bürgerwehr auch die Bürgergarden von Gerresheim, Bilk, Ratingen und Neuss durch die Straßen Düsseldorfs, um die Forderungen der Preußischen Nationalversammlung zu bekräftigen. Wenig später durchsuchte die Bürgerwehr auf Befehl Cantadors das Düsseldorfer Postamt nach Steuergeldern, woraufhin der Düsseldorfer Regierungspräsident Adolph von Spiegel-Borlinghausen und Divisionskommandeur Generalleutnant Otto von Drigalski am 22. November 1848 den Belagerungszustand verhängten und die Bürgerwehr verboten. Als Offiziere der Bürgerwehr sodann zum passiven Widerstand und dazu aufriefen, die Waffen nicht abzugeben, erreichte der preußische Innenminister Otto Freiherr von Manteuffel, dass König Friedrich Wilhelm IV., der seine unfreundliche Aufnahme in Düsseldorf und die ihm dabei zugedachten Pferdeäpfel nicht vergessen hatte, die Bürgerwehr am 25. November 1848 höchstpersönlich verbot. Am 28. November wurde Cantador vom Staatsprokurator von Ammon zu der Anschuldigung befragt, dass er für die Permanenzerklärung der Bürgerwehr seine Befugnisse überschritten habe, weil dafür ein Gemeinderatsbeschluss erforderlich gewesen sei. Die preußische Regierung, die Cantador als einen führenden Kopf der Revolution ansah und bei ihm konspirative Verbindungen nach Berlin vermutete, ließ ihn am 9. Dezember 1848 verhaften, wie zuvor Ferdinand Lassalle und Wilhelm Weyers, den Anführer der Steuerverweigerungskampagne. Bis zum 18. März 1849 wurde Cantador ohne eine förmliche Anklage in Haft gehalten. Nach der Verhaftung erhielt der Staatsprokurator eine Petition und eine Unterschriftenliste, worin rund 1500 Bürger der Stadt die Freilassung Cantadors forderten. Der Düsseldorfer Abgeordnete der Preußischen Nationalversammlung, Anton Bloem, wandte sich mit Schreiben vom 28. Februar 1849 an den Anklagesenat des Appellationsgerichtshofs in Köln und erklärte darin, dass Cantador nicht zum Angriff, sondern zur Verteidigung der öffentlichen Ordnung aufgerufen habe. Am 17. März 1849 ließen die Behörden das Verfahren gegen Cantador fallen. Am Folgetag, dem Jahrestag der Märzrevolution in Berlin, wurde Cantador aus der Haft entlassen, während Lassalle und Weyers inhaftiert blieben. Friedrich Engels schrieb dies in einem Artikel der Neuen Rheinischen Zeitung dem Umstand zu, dass Cantador trotz seines politischen Auftretens unter der „Düsseldorfer Bourgeoisie“ eine Menge Freunde hatte.
Bei den sogenannten Maiunruhen 1849 geriet Cantador erneut in den Blick der Öffentlichkeit. Zu Beginn dieser Unruhen, am 7. Mai 1849, hatte der Regierungspräsident erneut den Belagerungszustand über Düsseldorf verhängt. Am 9. Mai 1849 rief der Arzt Peter Joseph Neunzig von Cantadors Haus am Marktplatz aus zum offenen Widerstand gegen das preußische Militär sowie zur Unterstützung einer in Elberfeld gegründeten „provisorischen Regierung der rheinischen Republik“ auf (→ Elberfelder Aufstand). Cantodor ließ Neunzig seine Rede nicht abschließen, sondern drängte ihn vom Fenster seines Hauses weg. Bis zum Morgen des folgenden Tages ereigneten sich blutige Barrikadenkämpfe zwischen Mitgliedern der Bürgerwehr und preußischem Militär. 16 Todesopfer waren dabei zu beklagen, unter ihnen der junge Maler Ludwig von Milewski. Unverzüglich ergriff Cantador die Flucht, um einer abermaligen Verhaftung zu entgehen.

## Flucht und zweite Lebenshälfte in den Vereinigten Staaten
Die Flucht führte ihn über Frankreich in die Vereinigten Staaten, wo sich seine Spuren zunächst verlieren. Cantadors wirtschaftliche Situation war sehr prekär, weil er seine finanziellen Mittel für sein politisches Anliegen aufgebraucht hatte. Sein Düsseldorfer Tuchgeschäft war während seiner Haft zum Erliegen gekommen. Am 30. April 1851 schrieb Cantador aus Philadelphia an Ferdinand Lassalle einen Brief, worin er seine Hoffnung ausdrückte, dass die Revolution in Deutschland bald erneut ausbrechen und er dann mit vielen Gleichgesinnten zurückkehren werde. In diesem Schreiben berichtete er auch von seinen bisher gescheiterten Versuchen der Gründung eines Geschäftes für Warenimport aus Frankreich in die USA. 1855 trat er in Philadelphia der German Society of Pennsylvania bei. Im Amerikanischen Bürgerkrieg diente er ab 1861 im 27. Pennsylvania-Infanterie-Regiment in der Potomac-Armee der Nordstaaten, zunächst als dritter Stabsoffizier. Wenig später wurde er zum Stellvertreter des Regimentskommandeurs Adolph Buschbeck ernannt. Buschbeck war Angehöriger der preußischen Armee gewesen und 1849 in die USA emigriert. Im August 1862 focht Cantador in der Zweiten Schlacht am Bull Run. Lobend erwähnte der Brigadegeneral Adolph von Steinwehr seinen tapferen Einsatz. Am 26. Oktober 1862 wurde Cantador zum Regimentskommandeur ernannt. In dieser Funktion führte er das 27. Pennsylvania-Infanterie-Regiment im Frühjahr 1863 in der Schlacht bei Chancellorsville und im Sommer 1863 in der Schlacht von Gettysburg. 53-jährig quittierte er am 16. November 1863 wegen einer Verletzung, die wieder aufgebrochen war, und wegen einer Herzbeutel- und Brustfellentzündung den aktiven Militärdienst, um danach in verschiedenen Zivilberufen zu arbeiten. Aufgrund seines Freiwilligenstatus standen ihm keine Versorgungsbezüge zu. Er arbeitete für die Einwanderungsbehörde von Castle Garden in New York und für die Eisenbahngesellschaft Northern Pacific Railway. Er lebte in Stadt und Staat New York sowie in Portland, Oregon. 1870 bis 1873 war er als Mitglied der German Society of the City of New York verzeichnet. Am 1. Dezember 1883 starb Cantador arm und vergessen in New York City, wo er zuletzt bei deutschen Freunden untergekommen war. Eine am 10. Januar 1883 beantragte staatliche Invalidenrente wurde einen Monat nach seinem Tod bewilligt. Da Cantador nie geheiratet hatte, starb er, ohne eine Familie zu hinterlassen.

## Erinnerung

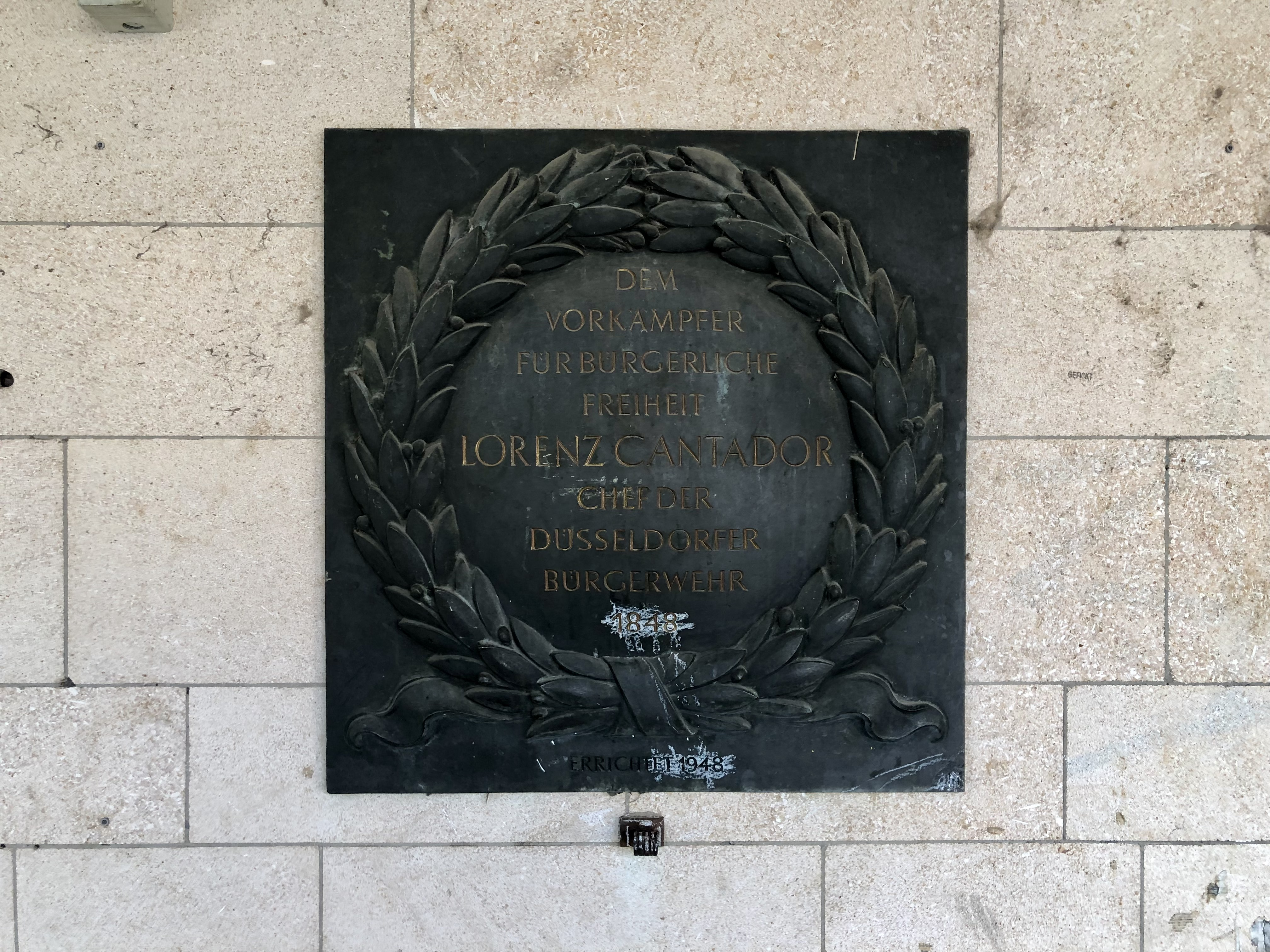
Gedenkrelief

- Die Stadt Düsseldorf ehrte ihren Sohn durch Benennung der Cantadorstraße im Stadtteil Stadtmitte und durch ein Gedenkrelief des Bildhauers Willi Hoselmann in den Arkaden des Verwaltungsgebäudes Marktplatz 6.
- Zur Erinnerung an Lorenz Cantador verlieh die Düsseldorfer Gesellschaft für Rechtsgeschichte e. V. seit 1993 die Cantador-Medaille.[27]